# Leven en lot
Leven en Lot (Russisch: Жизнь и судьба, Zjizn i Soedjbá) is een anti-Stalinistische oorlogsroman van de Joods-Russische schrijver Vasili Grossman uit 1959. Het werk geldt als het magnum opus van de schrijver. Het is een weids epos in de grote klassieke Russische traditie van Pasternaks Dr. Zjivago en Tolstojs Oorlog en vrede, waarmee het boek wel vergeleken is.

## Inhoud en typering
Leven en Lot speelt zich af in de Tweede Wereldoorlog, culminerend in de beschrijving van de roemruchte Slag om Stalingrad. Belangrijke gedeeltes van de roman spelen zich ook af in  Duitse concentratiekampen. Een ander opvallend thema is het werk van wetenschappers op de drempel van de ontdekking van het atoomgeheim.

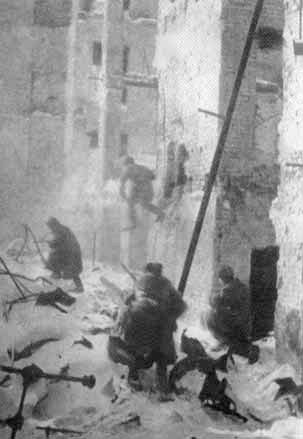
Straatgevechten in Stalingrad, belangrijk thema in Leven en Lot

Leven en Lot is verre van een klassieke oorlogsroman. Het is vooral een roman over mensen: mensen in zware tijden, in oorlog, op de drempel van de gaskamers, onder de druk van het Stalin-regime, mensen in hun liefdes, mensen in hun lijden.
Leven en Lot wemelt van de personages: een mengeling van fictieve en historische figuren, waaronder ook Hitler en Stalin. De belangrijkste hoofdpersoon, fysicus Viktor Strum, is te zien als een autobiografisch portret van Grossman zelf, met name in opinies en gedachten. Hij wordt op zijn werk ontslagen vanwege zijn onafhankelijke denkwijze, maar ook antisemitische gevoelens lijken mee te spelen. Strum is getrouwd met de vitterige Ljoedmilla die, nadat haar zoon gestorven is, haar man, dochter en moeder verwaarloost. Een ander centraal personage is Mostovskoj, een bejaarde Bolsjewiek van het eerste uur die in Duitse krijgsgevangenschap even hard vasthoudt aan zijn onbuigzame overtuigingen als aan het leven. Nog een opvallende romanfiguur is Nikolaj Krymov, de doorgewinterde partijfunctionaris die de hypocrisie van de partij pas begint te doorzien als hij er zelf het slachtoffer van wordt. Vrijwel alle personages in de roman hebben op een of andere manier te lijden onder de Stalin-terreur.
Leven en Lot beschrijft het leven van gewone, bange mensen, die door de staat en hun tijd (het “lot”) verleid worden tot allerlei kleine, banale vormen van verraad. Alle facetten van het leven komen daarbij in het boek aan bod: filosofische bespiegelingen over goed en kwaad, de functie van de wetenschap, liefde, moed, lafheid, verdriet en wanhoop. Het persoonlijke en individuele overtreft daarbij het collectieve, respectievelijk het historische. Dat geeft het boek zijn bijzondere kracht, maar maakte het tegelijkertijd bedreigend voor het toenmalige Sovjet-regime.

## Drukgeschiedenis
Leven en Lot werd reeds geschreven rond 1950. Het manuscript voor het boek werd in 1961 echter in beslag genomen door de KGB, op last van partijideoloog Michail Soeslov, die aangaf dat het boek op zijn vroegst over tweehonderd jaar gepubliceerd kon worden.
In gelijkaardige gevallen arresteerden de Russische autoriteiten doorgaans de auteur van het boek of censureerden zij het werk. In het geval van Leven en Lot kozen ze er echter voor om Grossman officieel te laten verklaren dat hij geen enkel exemplaar van het boek meer in bezit had. Hierdoor kon Grossman het boek niet in het buitenland publiceren of delen ervan in tijdschriften laten drukken, zonder zichzelf en zijn familie in gevaar te brengen.
Lange tijd werd het manuscript vervolgens zoek gewaand, maar in 1974 werd toch een exemplaar teruggevonden en op microfilm naar het Westen gesmokkeld, met behulp van schrijver Vladimir Vojnovitsj en wetenschapper Andrej Sacharov. Een eerste uitgave verscheen daar in 1980. Het boek werd pas volledig uitgegeven in het Russisch in 1989.
Leven en Lot verscheen in 2008 in het Nederlands. De vertaling is van de hand van Froukje Slofstra.

## Citaten
- De meeste mensen op aarde doen nooit een poging 'het goede' te definiëren. Wat is het goede? Goed voor wie? Bestaat er een algemeen concept van het goede, toepasbaar op alle mensen, alle volkeren, alle levensomstandigheden? Of bestaat het goede voor mij in het kwade voor jou, het goede voor mijn volk in het kwade voor jouw volk? Is het goede eeuwig en onveranderlijk? Of is wat gisteren goed was vandaag slecht en is het kwaad van gisteren het goede van vandaag?
- Het idee om de Duitsers bij Stalingrad te omsingelen wordt beschouwd als geniaal. De geheime troepenconcentratie aan de flanken van het leger van Paulus greep terug op een principe ontstaan in de tijd dat blootvoetse mannen met terugwijkende voorhoofden en vooruitstekende kaken door het struikgewas slopen en grotten omsingelden, die waren bezet door nieuwkomers in het bos. Wat is verbazingwekkender: het verschil tussen de knots en het langeafstandgeschut, of de duizendjarige onveranderlijkheid van het principe van de oude en nieuwe wapens?